# Йоан Комнин (доместик на схолите)
Йоан Комнин ( на гръцки: Ἰωάννης Κομνηνός, Iōannēs Komnēnos; ; ок. 1015 – 12 юли 1067) е византийски аристократ и военачалник от средата на XI век. По-малък брат на император Исак I Комнин, Йоан Комнин служи като доместик на схолите по време на краткото управлението на Исак (1057 – 159). Когато Исак I абдикира, Константин X Дука става император, а Йоан се оттегля от обществения живот до смъртта си през 1067 г. Чрез своя син Алексий I Комнин, който става император през 1081 г., той е родоначалник на династията на Комнините, която управлява Византийската империя от 1081 до 1185 г. и Трапезундската империя от 1204 до 1461 г.

## Живот
Йоан Комнин е роден ок. 1015 като по-малък син на патрикий Мануил Еротик Комнин – висш военен командир от късния етап от царуването на Василий II (976 – 1025). Йоан се споменава за първи път през 1057 г., годината, в която по-големият му брат Исак I Комнин, начело на група генерали, се разбунтувал срещу Михаил VI (1056 – 1057) и го свалил от престола. По време на бунта Йоан заема поста дук, но след победата на брат си той е издигнат до ранг на куропалат и е назначен за доместик на схолите на Запада. Нищо не се знае за дейността на Йоан по време на царуването на брат му, въпреки че Никифор Вриений Младши, който се жени за внучката на Йоан Анна Комнина, разказва, че в качеството си на доместик на Запада Йоан е оставил своите (неуточнени) действия като „безсмъртен паметник“ на хората от балканските провинции.
Управлението на Исак е прекъснато от конфликта му с константинополския патриарх Михаил Керуларий, който допринесъл за абдикацията на Михаил VI, и могъщата гражданска аристокрация на столицата. Керуларий и неговите поддръжници оглавяват опозицията срещу строгата политика на икономии на Исак, принуждавайки го да абдикира на 22 ноември 1059 г., след което той се оттегля в Студийския манастир. След това короната преминава към Константин X Дука (1059 – 1067), въпреки че Вриений твърди, че първоначално тя е била предложена на Йоан, който отказал властта, въпреки натиска на съпругата му Анна Даласена да приеме. Според историка Константинос Варзос обаче тази версия е подозрителна и може да е опит за легитимиране на евентуалната узурпация на трона от сина на Йоан, Алексий I Комнин (1081 – 1118).
Йоан не се споменава в източниците по време на управлението на Константин X, което може би показва, според Константинос Варзос, че той е бил в немилост пред императора, въпреки твърдението на Вриений, че и Йоан, и брат му остават много почитани от новия император.  Типикът на манастира на Христос Филантроп, основан от съпругата на Алексий I – Ирина Дукина,  е единственият източник, в който е записано, че Йоан Комнин се е оттеглил в манастир, което е станало вероятно по същото време, по което монашество е приела и жена му Анна Даласина. Умира като монах на 12 юли 1067 г.

## Семейство
Най-вероятно през 1044 г. Йоан Комнин се жени за Анна Даласина, дъщерята на Алексий Харон. Анна, родена ок. 1028, надживява дълго съпруга си и след смъртта му ръководи семейството като негов безспорен матриарх. Анна се забърква в заговори срещу фамилията Дука, на която тя никога не прощава заемането на трона през 1059 г. По-късно тя също играе важна роля в успешното сваляне на Никифор III Вотаниат (1078 – 1081) и възкачването на нейния син Алексий на престола.  В продължение на около петнадесет години след това тя служи като своего рода съуправител на империята заедно със сина си. След това се оттегля в манастир, където умира през 1100 или 1102 г. 
От Анна Даласина Йоан Комнин има осем деца – пет момчета и три момичета: 
- Мануил Комнин (ок. 1045 – 1071), куропалат и протостратор, женен за роднина на Роман IV Диоген (1068 – 1071)[13]
- Мария Комнина ( ок. 1047 – след 1094), омъжена за паниперсеваста Михаил Таронит[14]
- Исак Комнин ( ок. 1050 – 1102/4), севастократор, женен за Ирина Аланска, дъщеря на владетеля на Алания[15]
- Евдокия Комнина (ок. 1052 – преди 1136), омъжена за Никифор Мелисин[16]
- Тедора Комнина ( ок. 1054 – преди 1136), омъжва се за куропалата Константин Диоген, син на Роман IV[17]
- Алексий Комнин (1057 – 1118), бъдещият император, се жени Ирина Дукина[18]
- Адриан Комнин ( ок. 1060 – 1105), протосеваст, женен за Зоя Дукина[19]
- Никифор Комнин ( ок. 1062 – след 1136), севаст и друнгарий на флота [20]

## Препратки
1. ↑  Varzos 1984, с. 49; ODB, с. 1143 – 1144, "Komnenos" (A. Kazhdan).
2. ↑  Varzos 1984, с. 41 – 42, 49.
3. 1 2  Varzos 1984, с. 50.
4. ↑  Varzos 1984, с. 42 – 43; ODB, с. 1011 – 1012, "Isaac I Komnenos" (C. M. Brand, A. Cutler).
5. ↑  Varzos 1984, с. 49 – 50.
6. ↑  Varzos 1984, с. 49 – 50, note 5.
7. ↑  Kouroupou & Vannier 2005, с. 41ff..
8. ↑  Varzos 1984, с. 50; Kouroupou & Vannier 2005, с. 65.
9. ↑  Varzos 1984, с. 51.
10. ↑  Varzos 1984, с. 51 – 53.
11. ↑  Varzos 1984, с. 53 – 56; ODB, с. 578, "Dalassene, Anna" (C. M. Brand).
12. ↑  Varzos 1984, с. 52.
13. ↑  Skoulatos 1980, с. 20, 21, 211; Varzos 1984, с. 61 – 64.
14. ↑  Skoulatos 1980, с. 137; Varzos 1984, с. 64 – 67.
15. ↑  Skoulatos 1980, с. 124 – 130; Varzos 1984, с. 67 – 79.
16. ↑  Skoulatos 1980, с. 78 – 79; Varzos 1984, с. 80 – 84.
17. ↑  Skoulatos 1980, с. 293 (1); Varzos 1984, с. 85 – 86.
18. ↑  Varzos 1984, с. 87 – 114.
19. ↑  Skoulatos 1980, с. 5 – 8; Varzos 1984, с. 114 – 117.
20. ↑  Skoulatos 1980, с. 232 – 233; Varzos 1984, с. 118 – 120.